# 145
Secole: Secolul I - Secolul al II-lea - Secolul al III-lea
Decenii: Anii 90 Anii 100 Anii 110 Anii 120 Anii 130 - Anii 140 - Anii 150 Anii 160 Anii 170 Anii 180 Anii 190
Ani: 140 | 141 | 142 | 143 | 144 | 145 | 146 | 147 | 148 | 149 | 150

## Nașteri
- Septimius Severus (Lucius Septimius Severus Augustus), împărat roman (d. 211)